# Saleilles
Saleilles (în catalană Salelles) este o comună în departamentul Pyrénées-Orientales din sudul Franței. În 2009 avea o populație de 4.455 de locuitori.

## Evoluția populației
| An        | 1975  | 1982  | 1990  | 1999  | 2006  | 2009  |
| --------- | ----- | ----- | ----- | ----- | ----- | ----- |
| Populație | 1.280 | 2.310 | 3.293 | 3.879 | 4.320 | 4.455 |